# Marco Impagliazzo
Marco Impagliazzo (* 1962 in Rom) ist ein italienischer Historiker und Hochschullehrer. Seit 2003 ist er Präsident der Gemeinschaft Sant’Egidio.

## Leben
Marco Impagliazzo wurde nach seinen Studien in Sozial- und Religionsgeschichte promoviert. Von 1998 bis 2000 lehrte er allgemeine Geschichte an der Päpstliche Universität Urbaniana. Er war von 2001 bis 2018 Professor für Geschichte des 19. und 20. Jahrhunderts (Storia contemporanea) an der Università per Stranieri di Perugia (Ausländeruniversität Perugia). Seit 2018 hat Impagliazzo die ordentliche Professur für Geschichte des 19. und 20. Jahrhunderts an der Universität Roma Tre im Fachbereich Bildung inne. Daneben ist er publizistisch tätig, seit 1998 ist er beim italienischen Journalistenverband eingetragen. Er schrieb von 1997 bis 2007 für den Osservatore Romano und seit 2001 für die ebenfalls katholisch orientierte Tageszeitung Avvenire.
Der Vatikan berief Impagliazzo als historischen Berater in das Komitee für das Jubeljahr 2000. Im Jahr 2009 wurde er von Papst Benedikt XVI. zum Konsultor des Päpstlichen Rates für Kultur ernannt. Er war 2010 Auditor bei der Bischofssynode zum Nahen Osten – Ecclesia in Medio Oriente. Seit 2012 ist er Konsultor des Päpstlichen Rats der Seelsorge für die Migranten und Menschen unterwegs. 2012 war er Auditor bei der Bischofssynode zur Neuevangelisierung. Papst Franziskus hat ihn 2022 zum historischen Konsultor des Dikasteriums für die Selig- und Heiligsprechungsprozesse ernannt.
2012/2013 war er Berater für religiöse Angelegenheiten des italienischen Ministers für internationale Zusammenarbeit und Integrationspolitik, Andrea Riccardi.

## Wirken
Sein wissenschaftliches Fachgebiet ist die katholische Kirche im 19. und 20. Jahrhundert und, allgemeiner, die Religion in Europa und die Beziehungen zwischen Christentum, Hebraismus und Islam im Mittelmeerraum in der heutigen Zeit. Besondere Aufmerksamkeit hat er den Ereignissen in Algerien vom Ende der französischen Dekolonisation bis zur Unabhängigkeit gewidmet. Im Rahmen seiner Studien zur Geschichte des Mittelmeerraums hat er sich mit der «armenischen Frage» im Osmanischen Reich während des Ersten Weltkriegs befasst. Seine jüngsten Studien konzentrieren sich auf die zeitgenössische Geschichte Roms aus religiöser und ziviler Sicht sowie auf das Pontifikat von Johannes Paul II.
Impagliazzo hat eine Reihe von Zeitungsartikeln und Aufsätzen für historische und religiöse Fachzeitschriften verfasst. Im November 2003 wurde er für sein Buch über das Massaker an den Armeniern mit dem nationalen Minturnae-Preis für Essays ausgezeichnet. Im Januar 2011 erhielt er den Hrant Dink Journalistic Award für Informationsfreiheit. Im März 2012 wurde ihm der Ducci-Friedenspreis für die Förderung des Dialogs zwischen den Religionen und Kulturen verliehen.

### Gemeinschaft Sant’Egidio
Seit 1987 gehört er zu den Organisatoren der Internationalen Gebetsversammlungen für den Frieden der Gemeinschaft Sant’Egidio. In den Jahren 1994 bis 1995 gehörte er zu den Protagonisten der Friedensarbeit der Gemeinschaft Sant’Egidio in Algerien, die zur Unterzeichnung der Rom-Plattform für eine friedliche politische Lösung der Algerienkrise führte. Seit 2003 ist er Präsident der Gemeinschaft Sant’Egidio.

## Schriften
- mit Mario Giro: Algeria in ostaggio. Tra esercito e fondamentalismo: storia di una pace difficile. Guerini e Associati 1997, ISBN 978-88-7802-748-0.
- mit Mario Giro: Algerien als Geisel. Zwischen Militär und Fundamentalismus – Ein schwieriger Weg zum Frieden. LIT 1998, ISBN 978-3-8258-3901-7 (deutsch)
- Una finestra sul massacro. Documenti inediti sulla strage degli armeni (1915–1916), Guerini e Associati 2000, ISBN 978-88-8335-133-4.
- La nazione cattolica. Chiesa e società in Italia dal 1958 a oggi, Guerini e Associati 2004, ISBN 978-88-8335-512-7.
- Poveri e preghiera. La Congregazione delle Piccole Suore della Divina Provvidenza, San Paolo Milano 2005, ISBN 978-88-215-5445-2.
- Il martirio degli armeni. Un genocidio dimenticato.  La Scuola 2015, ISBN 978-88-350-4069-9